# Christian Jensen
|  | Per a altres significats, vegeu «Christian Albrecht Jensen». |

Christian Jensen (Galmsbüll, actualment part d'Alemanya, 28 de gener de 1857 – Slesvig, 29 de febrer de 1936) va ser un professor i estudiós alemany de la cultura i de les tradicions de la Frísia septentrional.
Jensen nasqué a Galmsbüll, una població de la Frísia septentrional. Va completar la seva formació de mestre a la ciutat de Tønder (que aleshores pertanya a Alemanya). El 1878 se n'anà a Archsum a l'illa de Sylt, on va ser mestre. S'hi va fer amics amb l'escriptor Christian Peter Hansen, que va publicar molt sobre la història i l'etnografia local i que va estimular Jensen en aquesta direcció. Després de la mort de Hansen va treballar en el seu arxiu i va continuar la seva obra.
Va casar-se a Keitum amb Laura Lorenzen, filla d'un capità, amb qui va tenir tres fills. El ''Nordfriisk-Instituut'' conserva el seu arxiu.